# Lieve Slegers
Godelieve (Lieve) Slegers (Turnhout, 6 april 1965) is een voormalige Belgische langeafstandsloopster, die gespecialiseerd was in de marathon en het veldlopen. Ze werd viermaal Belgisch kampioene veldlopen. Ook nam ze tweemaal deel aan de Olympische Spelen, maar won hierbij geen medailles.

## Loopbaan
Slegers vertegenwoordigde België op de Olympische Spelen van 1988 op de 10.000 m. Ze sneuvelde hierbij in de voorrondes met een tijd van 33.51,36. Vier jaar later op de Olympische Spelen van Barcelona verging het haar beter en plaatste zich met 32.40,59 in de finale. In de finale werd ze vijftiende met 32.14,17. Deze wedstrijd werd gewonnen door de Ethiopische Derartu Tulu in 31.06,02.
Haar grootste prestatie was het winnen van de marathon van Rotterdam in 1996 in een Belgisch record van 2:28.06. Drie jaar later won ze de marathon van Antwerpen in 2:34.23.
Op 28 mei 1995 won Lieve Slegers de 20 km van Brussel in 1:03.27 en in 1992 en 1995 won ze de Crosscup.
Ze won viermaal (1990, 1992, 1994 en 1995) de Gouden Spike, een prijs die jaarlijks wordt uitgereikt aan de beste Belgische atleet en atlete van dat jaar.
In haar actieve tijd was Slegers aangesloten bij AV Toekomst.

## Belgische kampioenschappen
| Onderdeel | Jaar                   |
| --------- | ---------------------- |
| veldlopen | 1991, 1992, 1994, 1995 |

## Persoonlijke records
| Onderdeel      | Prestatie | Datum            | Plaats    |
| -------------- | --------- | ---------------- | --------- |
| 5000 m         | 15.16,10  | 5 juni 1995      | Hengelo   |
| 10.000 m       | 31.43,36  | 25 april 1992    | Lommel    |
| 15 km          | 48.28     | 28 oktober 1995  | Tulsa     |
| halve marathon | 1:13.24   | 4 september 1999 | Rijsel    |
| marathon       | 2:28.06   | 28 april 1996    | Rotterdam |

## Palmares

### 10.000 m
- 1986: 16e EK in Stuttgart - 32.26,90
- 1988: 15e reeks OS in Seoel - 33.51,36
- 1990: 10e EK in Split - 32.29,46
- 1991: 16e reeks WK in Tokio - 32.31,55
- 1992: 15e OS in Barcelona - 32.14,17
- 1995: 11e WK in Göteborg - 32.10,59

### 5 km
- 1995:  Downtown - 15.38

### 15 km
- 1995:  Tulsa Run - 48.28

### 10 Eng. mijl
- 1987: 4e Dam tot Damloop - 54.44
- 1995: 4e Dam tot Damloop - 54.04

### 20 km
- 1995:  20 km van Brussel - 1:03.27

### halve marathon
- 1995:  halve marathon van Schaumburg - 1:11.15
- 1996: 5e halve marathon van Parijs - 1:12.19
- 1999:  halve marathon van Lille - 1:13.24

### marathon
- 1995:  New York City Marathon - 2:32.08
- 1996:  marathon van Rotterdam - 2:28.06
- 1997: 4e marathon van Rotterdam - 2:34.15
- 1999:  marathon van Antwerpen - 2:43.23

### veldlopen
- 1985:  BK AC in Sint-Lambrechts-Woluwe
- 1985: 105e WK in Lissabon
- 1986:  BK AC in Sint-Lambrechts-Woluwe
- 1986: 11e WK in Neuchâtel
- 1987:  BK AC in Sint-Lambrechts-Woluwe
- 1987: 26e WK in Warschau
- 1988:  BK AC in Oostende
- 1988: 8e WK in Auckland
- 1990:  BK AC in Amay
- 1990: 39e WK in Aix-les-Bains
- 1991:  BK AC in Antwerpen
- 1991: 35e WK in Antwerpen
- 1992:  BK AC in Averbode
- 1992: 14e WK in Boston
- 1994:  BK AC in Monceau-sur-Sambre
- 1994: 8e EK in Alnwick
- 1995:  BK AC in Waregem
- 1995: 63e WK in Durham
- 1996:  BK AC in Monceau-sur-Sambre
- 1999:  BK AC in Oostende
- 1999: 47e WK in Belfast

## Onderscheidingen
- 1986: Gouden Spike
- 1990: Gouden Spike
- 1992: Gouden Spike
- 1994: Gouden Spike
- 1995: Gouden Spike